# خانقاه (أختاتشي)
خانقاه (بالفارسية: خانقاه) هي قرية تقع في إيران في قسم أختاتشي الريفي. يقدر عدد سكانها بـ 144 نسمة بحسب إحصاء 2016.